# Обервилье — Пантен — Катр-Шемен (станция метро)
Обервилье — Пантен — Катр-Шемен (фр. Aubervilliers - Pantin - Quatre Chemins) — станция линии 7 Парижского метрополитена, расположенная на границе коммун Обервилье и Пантен департамента Сен-Сен-Дени. От них же станция получила две части своего названия. Третью же часть своего названия станция получила кварталу Катр-Шемен, названному в память о дороге, ведшей во Фландрию (ныне трасса N2).

## История
- Станция открылась 4 октября 1979 года в составе пускового участка Порт-де-ля-Виллет — Фор д'Обервилье, ставшего вторым участком линии 7, построенным за пределами Парижа.
- Пассажиропоток по станции по входу в 2015 году, по данным RATP, составил 7 131 674 человек (36 место по уровню входного пассажиропотока в Парижском метро)[2]

## Конструкция и оформление
Однопролётная станция мелкого заложения с боковыми платформами, построенная по типовому парижскому проекту 1970—1990-х годов.

## Галерея

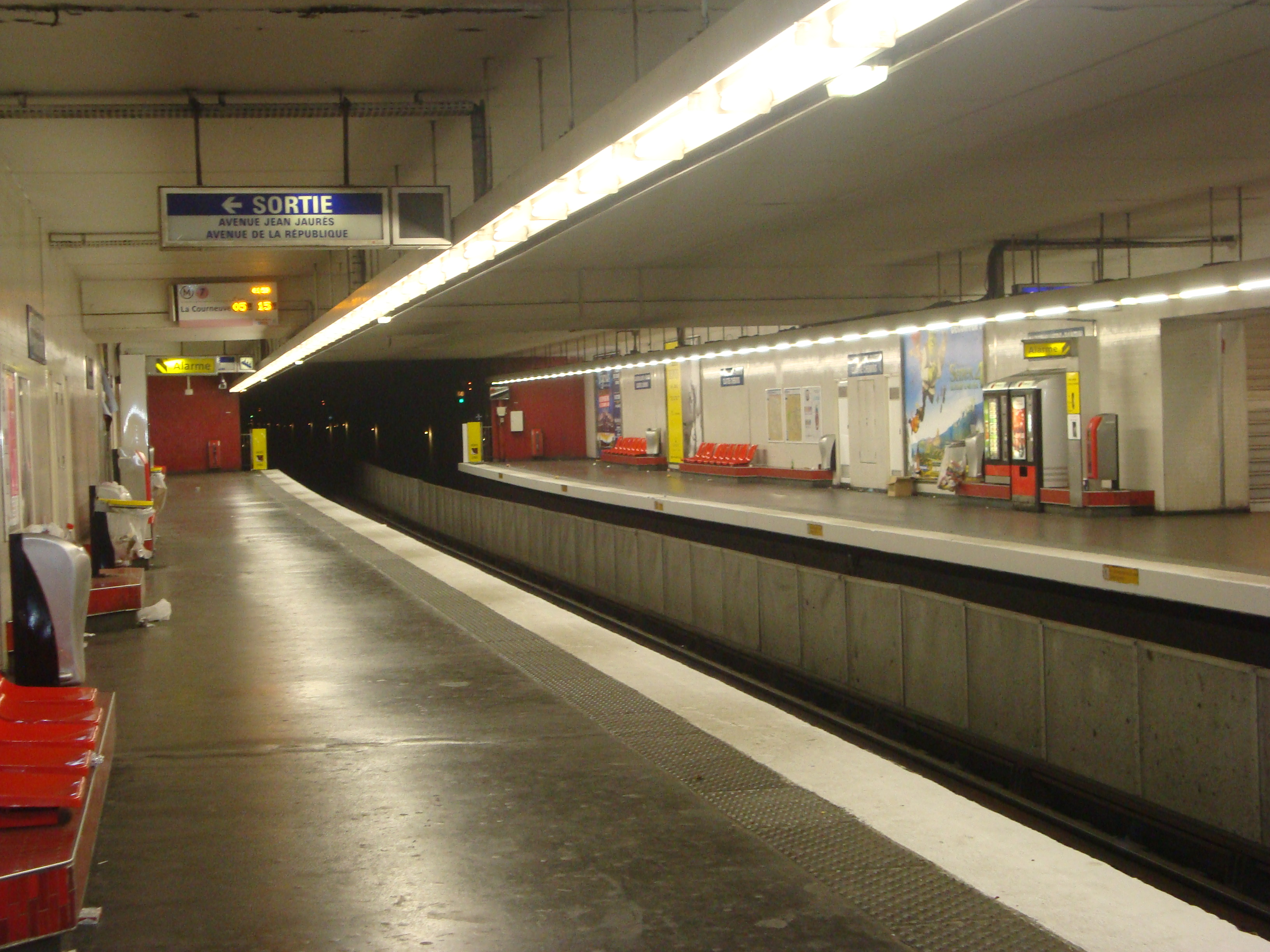
Вид на южный торец станции
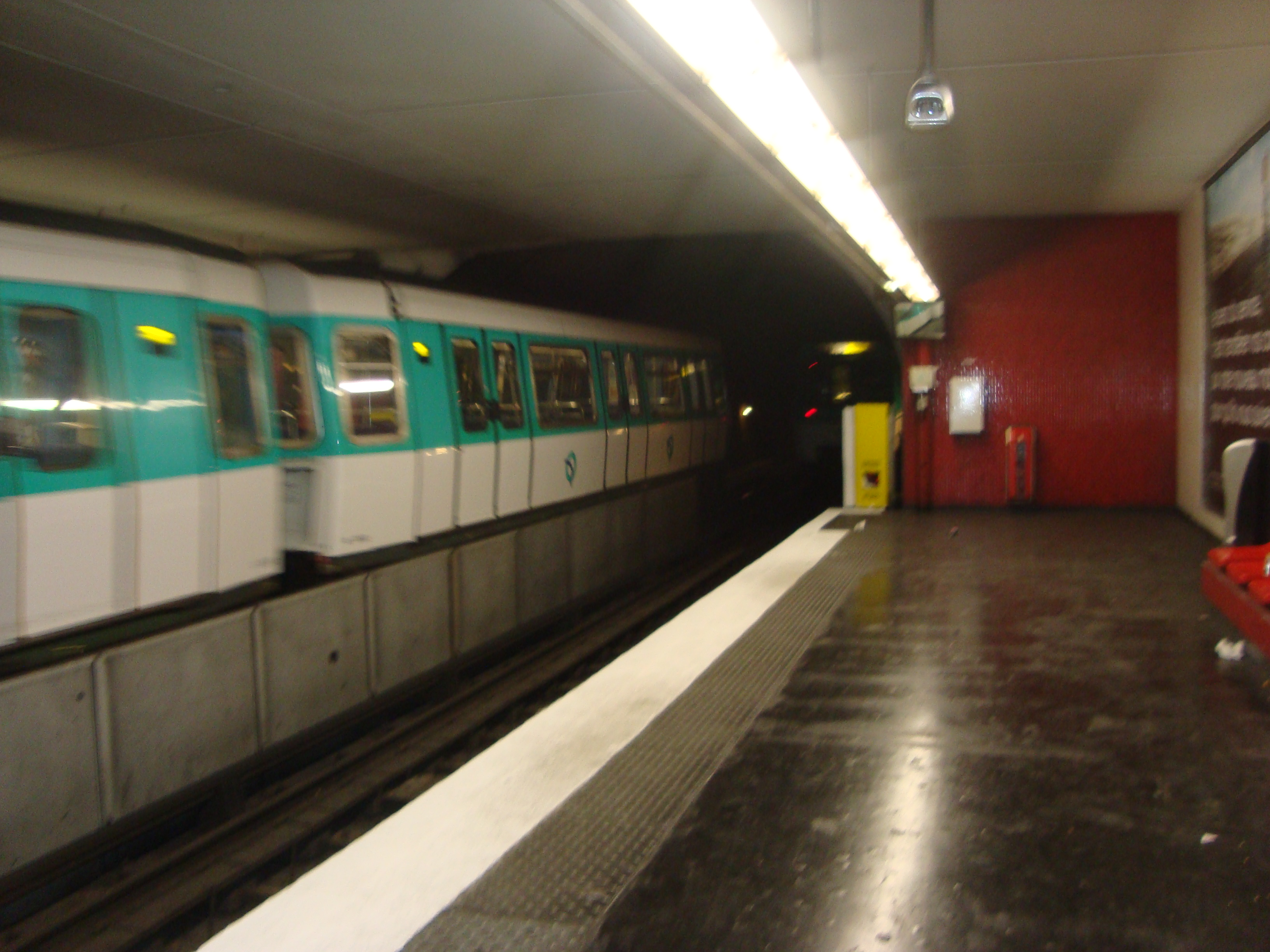
Прибытие поезда серии MF 77